# Adelijski pingvin
Adelijski pingvin (lat. Pygoscelis adeliae) je vrsta pingvina koja je nastanjena duž obale Antarktike i obližnjih otoka. 1830. godine francuski istraživač Jules Sébastien César Dumont d'Urville ih je nazvao po svojoj supruzi Adélie.

## Opis
Adelini pingvini narastu do oko 70 cm visine i oko 5,4 kg (mužjaci) odnosno 4,7 kg (ženke) težine, odnosno 3 do 6,5 kg. Imaju karakteristične bijele „prstenove“ od perja oko očiju, po kojima ih je lako prepoznati. Rep Adelijskog pingvina je nešto duži od repa većine drugih vrsta pingvina.

## Razmnožavanje
Adelijski pingvini dolaze na prostor razmnožavanja u listopadu. Mužjaci dozivaju ženke grgutanjem, nakon kojeg slijedi jak krik.
Gnijezda grade tako što nogama iskopaju male rupe u zemlji, i oko njega postave oblo kamenje. Ponekad, u borbi za prostor gdje će se razmnožavati, ženke Adelijskih pingvina kradu kamenje s drugih gnijezda i od njih grade svoja.
Ženka izleže po dva zelenosmeđa jajeta. Oba roditelja griju jaja naizmjenično. Dok jedan roditelj grije jaje, drugi ide po hranu i obrnuto. Roditelj koji trenutno grije jaje ne jede donijetu hranu. Nakon oko 35 dana, jaja pucaju i izlaze mladi. Tada je na Antarktiku najtoplije, i temperatura iznosi oko -2 °C.

## Prehrana
Adelijski pingvini se hrane uglavnom krilom dok se brinu o mladuncima, katkad i lignjama i ribom. Gledano po fosilnoj građi iz posljednjih 38 tisuća godina, ovi pingvini su naglo prešli s ribe na kril prije oko 200 godina. Ovome je, vjerojatno, uzrok smanjenje broja antarktičkih krznatih tuljana od kasnih 1700-ih i kitova u 20. stoljeću. Smanjenje broja ovih životinja je uzrokovalo povećan broj krila, što Adelijski pingvini sada koriste jer ih je lakše uloviti nego ribe.